# Стальпроект
Стальпроект — институт, занимающийся комплексным проектированием металлургических агрегатов, включая металлургические печи и печные конструкции.

## История
Институт «Стальпроект» был создан в 1924 году по инициативе В. Е. Грум-Гржимайло. Первоначально он назывался как Государственный союзный институт по проектированию агрегатов сталелитейного и прокатного производства для чёрной металлургии. Затем, до 1930 года, как «Государственное бюро металлургических и теплотехнических конструкций».
Институтом разрабатывались проекты строительства Кузнецкого металлургического комбината с его цехами, проекты цехов и печей Магнитогорского металлургического комбината, печей металлургических, машиностроительных и оборонных заводов в СССР, проекты прокатного оборудования и многих агрегатов.
В годы войны и послевоенные годы в институте разрабатывались установки разливки стали, большегрузные мартеновские печи, кислородные конвертеры, двухванные печи, новые типы нагревательных и термических печей для заводов.
Наряду с выпуском проектов, институт занимается научными основами конструирования печей и печных агрегатов для нагрева металла перед прокаткой и термической обработкой.
Институт «Стальпроект» издает с 1961 года сборник научных трудов.
Институт тепловых металлургических агрегатов и технологий «Стальпроект» является членом Московской Торгово-промышленной палаты, Ассоциации пече-трубостроителей России «Ростеплостроймонтаж», СРО «ЭнергоТеплоМеталлургПроект».

## Награды
Орден Трудового Красного Знамени (26.06.1974) — за большие заслуги в разработке и создании агрегатов по выплавке стали, нагреву и термической обработке металла, в развитии научных основ конструирования металлургических печей

## Руководство
Директор компании — доктор технических наук Усачев Александр Борисович.